# 今富稜介
今富 稜介（いまどみ りょうすけ、1993年10月22日 - ）は、日本の元男子バレーボール選手である。

## 来歴
長崎県大村市出身。
鎮西学院高等学校、福岡大学でプレーし、堺ブレイザーズのトライアウトを経て、2015年10月26日付で同チームの内定選手となった。2016年正式入団。
2017-18シーズン、ディグ担当リベロ（堺側がサーブのラリーでコートに入る）で多くの出場機会を得る（サーブレシーブ担当は、当シーズン限りで現役引退となった井上裕介）。しかし、2018-19シーズンになると、移籍入団した山本智大（2021年に東京オリンピック出場）がリベロのレギュラーとなり、出場機会が減少した。
2020年、2019-20シーズン終了をもって現役引退。
堺を退団後、V.LEAGUE入りを目指す福岡ウイニングスピリッツに入団した（現役復帰）。2021年、チームはS3ライセンスを取得し翌シーズンの2022-23シーズンV.LEAGUE入りが内定した。2022年退団。
現在は学校の教師をしている。

## 所属チーム
- 鎮西学院高等学校 （2009-2012年）
- 福岡大学 （2012-2016年）
- 堺ブレイザーズ（2016-2020年）
- 福岡ウイニングスピリッツ（2020-2022年）